# Helen Lemmens-Sherrington
Helen Lemmens-Sherrington (Preston, 4 ottobre 1834 – Bruxelles, 9 maggio 1906) è stata un soprano inglese.
È stata una cantante di spicco sia in concerto che a teatro dagli anni '50 agli anni '80. Nata nel nord dell'Inghilterra, trascorse gran parte della sua infanzia e della sua vita successiva in Belgio, dove studiò al Conservatorio di Bruxelles. Dopo gli impegni in Europa debuttò a Londra nel 1856. La sua carriera di cantante si svolgeva per lo più come concertista, ma nella prima metà del 1860 fece il suo debutto nell'opera al Covent Garden e in altri importanti teatri di Londra.
Dopo essersi ritirata dai palcoscenici la Lemmens-Sherrington divenne insegnante presso il suo vecchio college di musica a Bruxelles, alla Royal Academy of Music di Londra e al Royal Manchester College of Music.

## Biografia

### Primi anni
Helen Sherrington nacque a Preston, in Inghilterra, nel 1834. Quando era una bambina, la sua famiglia si trasferì prima in Olanda e poi in Belgio. Studiò canto a Rotterdam e al Conservatorio di Bruxelles. Iniziò la sua carriera londinese sulla palco del concerto, costruendosi una reputazione come cantante da concerto nella seconda metà degli anni '50. Dopo i successi nei Paesi Bassi e in Francia cantò a Londra per la prima volta nel 1856 e fu invitata a tornare negli anni successivi. Nel 1859 The Illustrated London News scriveva di lei:
Nel 1857 sposò l'organista e compositore belga Jacques-Nicolas Lemmens, che fondò la Scuola di musica sacra a Mechelen nel 1878. Ebbero due figli, che divennero ingegneri e due figlie che, dopo aver cantato come professioniste da giovani, divennero monache.

### Carriera teatrale

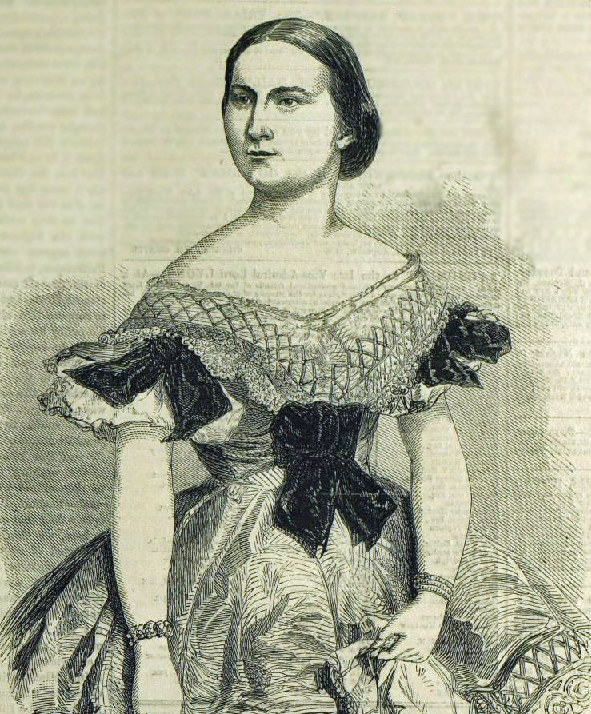
Helen Lemmens-Sherrington nel 1859

L'esordio sul palcoscenico della Lemmens-Sherrington fu nel 1860, nella prima produzione di una nuova opera, Robin Hood, di George Alexander Macfarren (libretto di John Oxenford). Questo fu scelto da Edward Tyrrel Smith come il mezzo per un tentativo di lanciare un'opera inglese all'His Majesty's Theatre, la stagione inglese da far partire in concomitanza con una stagione italiana a notti alterne. I cantanti impegnati erano la Lemmens-Sherrington (Lady Marian), Madame Lemaire, Charles Santley, Mr Parkinson e John Sims Reeves (Locksley). L'orchestra fu diretta nelle notti inglesi da Charles Hallé. Il duetto con Reeves, "When lovers are parted" e la canzone di Marian "True love, true love in my heart" (il cui tema veniva ripreso per tutta la partitura) furono "cantati in modo squisito" e ricevettero applausi entusiastici. Fu un tale successo che Reeves e La Sherrington ottennero un incasso al botteghino migliore persino di Thérèse Tietjens e Antonio Giuglini nelle serate alterne de Il trovatore e il Don Giovanni. Subito dopo, con Santley, Janet Monach Patey e altri, apparve brevemente in The Amber Witch di Wallace, ma gli agenti si spostarono e al trasferimento al Drury Lane Theatre il suo ruolo fu preso da Euphrosyne Parepa-Rosa.
Nel periodo gennaio-marzo 1864, all'Her Majesty's, La Lemmens-Sherrington cantò Marguerite nel Faust di Gounod, nel secondo anno della produzione inglese, nel cast con Santley (che cantò per la prima volta Dio possente), Reeves (distintosi nel primo atto) e Marchesi (Mefistofele). Alla Royal English Opera del Covent Garden apparve in Helvellyn di Macfarren (condivisa anche con la Parepa-Rosa) e in Rose, o Love's Ransom. Per le successive due stagioni apparve all'Opera italiana al Covent Garden, apparendo come Donna Elvira (Don Carlo), Adalgisa (Norma), Elisabetta di Valois (Don Carlo), Isabella (Roberto il diavolo) e Prascovia (L'étoile du Nord). Dopo questo la sua carriera continuò principalmente sulla piattaforma del concerto; Cantava spesso con Santley, Patey, Antoinette Sterling, Sims Reeves e il Signor Foli, ai famosi "concerti di ballate" sotto la direzione di John Boosey.
Nel 1871 la Lemmens-Sherrington fu in uno dei gruppi originali di musicisti a ricevere la medaglia d'oro della Royal Philharmonic Society. Fu anche tra i primi artisti ad aver registrato la sua voce da cantante, compreso un duetto con il marito. Una descrizione tratta dal The Daily Telegraph mostra che in un'audizione privata al The Crystal Palace del Venerdì Santo 1878 "... entrambi i duetti e gli assoli furono provati con successo da Madame Lemmens-Sherrington, M. Lemmens, Signor Foli, M. Manns e altri abili musicisti, la cui acuta sensibilità provocò un fenomeno ancora inspiegabile, cioè che i suoni musicali sono riprodotti in una tonalità più alta, con una differenza di mezzo tono. Mentre M. Lemmens e la sua abile moglie cantavano un duetto nel boccaglio ramificato, qualcosa li fece ridere entrambi e questo incidente fu fedelmente riprodotto dalla macchina".

### Anni successivi
Al momento della morte del marito, nel 1881, la Lemmens-Sherrington fu nominata professoressa di canto al Conservatorio di Bruxelles e nel 1891 alla Royal Academy of Music. Da quel momento in poi abitò spesso in Inghilterra. Insegnò anche al Royal Manchester College of Music, dove uno dei suoi allievi era il contralto Edna Thornton.
All'inizio del 1889, poco prima del 33º anniversario della sua prima apparizione a Londra, apparve alla Royal Albert Hall in una esecuzione dell'oratorio fiammingo di Peter Benoit, Lucifer. George Bernard Shaw, che era presente, osservò: "Il metodo di Madame Sherrington era sempre il più sicuro e lei ha il vantaggio, non comune tra gli artisti, di essere una donna intelligente e ragionevole". "E, salvo una volta, quando ha ebbe un calo di tonalità durante un coro non accompagnato, rendendo così l'entrata dell'organo una terribile catastrofe, non fu una caduta di cui lamentarsi." Ricevette "un'accoglienza spontanea che lei riconobbe con tutta la sua antica grazia". Il lavoro stesso era del resto stato un completo fallimento. Il 1º novembre 1894 la Lemmens-Sherrington interruppe la pensione per cantare per l'ultima volta in pubblico in La Creazione di Haydn in un concerto a Manchester in onore di Hallé. Il Manchester Guardian osservò che, sebbene la voce non fosse così ricca e potente come vent'anni prima, "un artista è sempre un artista e in tutto ciò che ha cantato la scorsa notte, Madame Sherrington ha mostrato l'abilità di un artista per la sua perfetta vocalizzazione".
Trascorse i suoi ultimi anni in pensione al n. 7 di Rue Capouillet, a Bruxelles, dove visse con due sorelle. Morì lì il 9 maggio 1906, all'età di 71 anni.